# Nguyên tử khối

Hình minh họa nguyên tử lithium-7: 3 proton, 4 neutron, và 3 electron (electron chiếm ~1/4300 khối lượng hạt nhân). Nó có khối lượng là 7,016 amu. Đồng vị hiếm Lithium-6 (khối lượng 6.015 amu) chỉ có 3 neutron, làm giảm nguyên tử khối trung bình của lithium xuống còn 6,941.

Khối lượng nguyên tử tỉ đối của nguyên tố (hay Nguyên tử khối) (ma) là khối lượng của một nguyên tử. Đơn vị của nó là đơn vị khối lượng nguyên tử (amu) hay đơn vị carbon (đvC) được quy ước là 1 đơn vị carbon thì bằng 1⁄12 khối lượng một nguyên tử carbon-12, ở trạng thái nghỉ. Với nguyên tử, proton và neutron của hạt nhân chiếm hầu hết khối lượng, và nguyên tử khối tính bằng amu có giá trị gần bằng số khối của nguyên tử đó.
Khi chia nguyên tử khối cho đơn vị, hay dalton (Da), để tạo thành một tỉ số, nguyên tử khối trở thành một đại lượng không thứ nguyên gọi là khối lượng đồng vị tương đối (xem phần dưới). Vì thế khối lượng của một nguyên tử carbon-12 là 12 amu (hay 12 Da), nhưng khối lượng đồng vị tương đối của một nguyên tử carbon-12 chỉ là 12.
Nguyên tử khối hay khối lượng đồng vị tương đối chỉ khối lượng của một hạt duy nhất, vì vậy nên bị ràng buộc bởi đồng vị nhất định của một nguyên tố. Đại lượng không thứ nguyên khối lượng nguyên tử chuẩn chỉ giá trị trung bình của các giá trị nguyên tử khối của những đồng vị hay gặp trong tự nhiên trong một mẫu nguyên tố. Do đó, giá trị của nguyên tử khối thường có nhiều chữ số có nghĩa hơn khối lượng nguyên tử chuẩn. Khối lượng nguyên tử chuẩn liên quan đến nguyên tử khối qua sự phổ biến của các đồng vị trong một nguyên tố. Giá trị của nó thường xấp xỉ nguyên tử khối của đồng vị phổ biến nhất, chứ không phải là vì sự khác biệt khi làm tròn.
Nguyên tử khối của nguyên tử, ion, hay hạt nhân nguyên tử nhỏ hơn một chút so với tổng khối lượng của các proton, neutron và electron cấu thành nên nó, do có sự mất mát khối lượng từ năng lượng liên kết (do E = mc2).

## Khối lượng đồng vị tương đối
Khối lượng đồng vị tương đối (tính chất của một nguyên tử duy nhất) không nên nhầm lẫn với khối lượng nguyên tử tương đối (còn gọi là trọng lượng nguyên tử) là trung bình của các giá trị của nhiều nguyên tử trong một mẫu nguyên tố hóa học. Khối lượng đồng vị tương đối tương đương với nguyên tử khối, chỉ khác
Khối lượng đồng vị tương đối tương đương với nguyên tử khối và có giá trị đại số bằng đúng nguyên tử khối, với nguyên tử khối sử dụng đơn vị khối lượng nguyên tử. Sự khác biệt duy nhất là khối lượng đồng vị tương đối là một con số thuần túy mà không có đơn vị. Vì nó chỉ tỉ lệ của khối lượng nguyên tử với tiêu chuẩn là nguyên tử carbon-12, và từ "tương đối" chỉ tỉ tương đối so với carbon-12.
Với khối lượng của carbon-12 là 12, khối lượng đồng vị tương đối khi ấy sẽ là khối lượng của một đồng vị (một nuclit bất kỳ) khi mà giá trị này được so với khối lượng của carbon-12. Một các tương đương, khối lượng đồng vị tương đối của một đồng vị hay nuclit là khối lượng của đồng vị so với 1/12 khối lượng của một nguyên tử carbon-12.
Ví dụ, khối lượng đồng vị tương đối của một nguyên tử carbon-12 bằng đúng 12, còn nguyên tử khối của một nguyên tử carbon-12 bằng đúng 12 đơn vị carbon hay 12 amu. Ngoài ra, nguyên tử khối của một nguyên tử carbon-12 có thể được biểu diễn trong bất kì đơn vị khối lượng nào: ví dụ, nguyên tử khối của một nguyên tử carbon-12 vào khoảng 1.998467052 × 10−26 kilogram.
Không nuclit nào trừ carbon-12 có giá trị khối lượng đồng vị tương đối là một số nguyên. Cũng giống như trường hợp nguyên tử khối khi biểu diễn bằng amu, giá trị khối lượng nguyên tử trung bình của các nuclit khác carbon-12 chỉ gần bằng một số nguyên. Điều này sẽ được nói rõ hơn dưới đây.

## Các đại lượng liên quan
Nguyên tử khối và khối lượng đồng vị tương đối đôi khi bị nhầm lẫn hoặc dùng thay cho khối lượng nguyên tử chuẩn và khối lượng nguyên tử tương đối. Tuy nhiên, khối lượng nguyên tử tương đối và khối lượng nguyên tử chuẩn biểu diễn giá trị trung bình (có trọng số chỉ số lượng) của các nguyên tử có trong mẫu nguyên tố, không phải của nuclit đơn lẻ. Vì thế, khối lượng nguyên tử tương đối và khối lượng nguyên tử chuẩn thường có giá trị khác Nguyên tử khối và khối lượng đồng vị tương đối, và chúng cũng có thể có đơn vị khác nguyên tử khối.
Nguyên tử khối (hay khối lượng đồng vị tuyệt đối) được định nghĩa là khối lượng của một nguyên tử duy nhất, tức chỉ có thể là một đồng vị (nuclit), chứ không phải là giá trị trung bình như khối lượng nguyên tử tương đối và khối lượng nguyên tử chuẩn. Vì thế, trong lý thuyết, nguyên tử khối hay khối lượng đồng vị tương đối của mỗi đồng vị hay nuclit của một nguyên tố hóa học có thể được đo đạc rất chính xác, vì mỗi mẫu nuclit sẽ giống hoàn toàn những mẫu khác có cùng trạng thái năng lượng. Ví dụ, mỗi nguyên tử oxygen-16 sẽ có nguyên tử khối (hay khối lượng đồng vị tương đối) bằng với tất cả nguyên tử oxygen-16.
Trong trường hợp các nguyên tố chỉ có một đồng vị trong tự nhiên (các nguyên tố đơn nuclit) hoặc một đồng vị chủ yếu, sự chênh lệch giữa nguyên tử khối của đồng vị phổ biến nhất và khối lượng nguyên tử tương đối (hay chuẩn) có thể rất nhỏ hoặc bằng không, và không ảnh hưởng đến phần lớn tính toán. Tuy nhiên, có thể tồn tại sai lệch và đôi khi cần phải xét từng nguyên tử đơn lẻ của những nguyên tố mà không phải đơn nuclit.
Với các nguyên tố có nhiều hơn một đồng vị phổ biến, sự chênh lệch giữa khối lượng nguyên tử tương đối và khối lượng đồng vị tương đối của đồng vị phổ biến nhất, có thể lên đến hơn 0.5 đơn vị (như trường hợp của clo với khối lượng nguyên tử chuẩn và khối lượng nguyên tử tương đối vào khoảng 35.45). Nguyên tử khối (khối lượng đồng vị tương đối) của một đồng vị hiếm có thể chênh lệch với khối lượng nguyên tử chuẩn hoặc khối lượng nguyên tử tương đối đến vài đơn vị khối lượng.
Nguyên tử khối tính theo đơn vị carbon (có giá trị bằng khối lượng nguyên tử chuẩn) luôn gần bằng một số nguyên nhưng không bao giờ có giá trị nguyên (trừ carbon-12) vì hai lý do chính:
- proton và neutron có khối lượng khác nhau, và những nuclit khác nhau có tỉ lệ proton và neutron khác nhau.
- nguyên tử khối bị giảm đến một mức nào đó, do năng lượng liên kết hạt nhân.

Tỉ lệ giữa nguyên tử khối và số khối (số hạt trong nhân) nằm trong khoảng từ 0.99884 với 56Fe và 1.00782505 với 1H.
Bất kì sự hao hụt khối lượng nào do năng lượng liên kết hạt nhân chỉ chiếm một phần nhỏ (bé hơn 1%) so với tổng khối lượng các nucleon tự do. So với khối lượng trung bình của mỗi nucleon trong carbon-12, là một nguyên tử có liên kết tương đối mạnh, hao hụt khối lượng chỉ là một phần nhỏ của một đơn vị carbon. Do proton và neutron tự do có khối lượng khác nhau rất ít (khoảng 0.0014 u), làm tròn khối lượng đồng vị tương đối, hoặc nguyên tử khối của bất kỳ nuclit nào (tính theo đơn vị carbon) luôn cho ta số hạt trong nhân, hay số khối. Thêm vào đó, số neutron có thể được tính bằng cách trừ số khối cho số proton (số hiệu nguyên tử) có trong hạt nhân.

## Hao hụt khối lượng

Năng lượng liên kết trên mỗi nucleon của một số đồng vị phổ biến. Một biểu đồ tỉ lệ của số khối và nguyên tử khối sẽ tương tự đường này.

Độ chênh lệch của tỉ số giữa nguyên tử khối và số khối và 1 thay đổi: là số dương với hydro-1, rồi giảm dần cho đến khi đạt cực tiểu tại heli-4. Đồng vị của lithi, beryli, và bo có liên kết không chặt bằng heli, bằng chứng là tỉ số của chúng tăng dần.
Đến carbon, tỉ số giữa nguyên tử khối (tính theo đơn vị carbon) và số khối bằng đúng 1. Sau carbon nó giảm xuống thấp hơn 1 đến khi đạt cực tiểu tại sắt-56 (sắt-58 và niken-62 có giá trị cao hơn rất ít), rồi tăng dần với những đồng vị nặng hơn và số khối tăng dần. Điều này là do phân hạch hạt nhân trong nguyên tố nặng hơn zirconi tỏa năng lượng, và phân hạch trong nguyên tố nhẹ hơn niobi cần năng lượng. Mặt khác, phản ứng hợp hạch giữa hai nguyên tử của một nguyên tố nhẹ hơn scandi (trừ heli) tạo năng lượng, còn nhiệt hạch nguyên tố nặng hơn calci cần năng lượng. Sự nhiệt hạch của hai nguyên tử He-4 để tạo ra beryli-8 cần cung cấp năng lượng, và nguyên tử beryli sẽ nhanh chóng vỡ ra lại. He-4 có thể phản ứng với triti (H-3) hoặc He-3, và những quá trình này đã diễn ra trong tổng hợp hạt nhân Big Bang. Sự hình thành của các nguyên tố có nhiều hơn bảy nucleon cần phản ứng hợp hạch giữa ba nguyên tử He-4 trong quá trình ba alpha, bỏ qua lithi, beryli và bo để tạo ra carbon.
Sau đây là tỉ số giữa nguyên tử khối và số khối của một số nguyên tố:
| Nuclit | Tỉ số nguyên tử khối với số khối |
| ------ | -------------------------------- |
| 1H     | 1.00782505                       |
| 2H     | 1.0070508885                     |
| 3H     | 1.0053497592                     |
| 3He    | 1.0053431064                     |
| 4He    | 1.0006508135                     |
| 6Li    | 1.0025204658                     |
| 12C    | 1                                |
| 14N    | 1.0002195718                     |
| 16O    | 0.9996821637                     |
| 56Fe   | 0.9988381696                     |
| 210Po  | 0.9999184462                     |
| 232Th  | 1.0001640315                     |
| 238U   | 1.0002133958                     |

## Đo đạc
Việc đo đạc và so sánh khối lượng của nguyên tử được thực hiện bằng phương pháp khối phổ.

## Chuyển đổi
Đơn vị chuẩn được dùng trong khoa học để đo lượng chất là mol (ký hiệu: mol), được định nghĩa xấp xỉ là lượng chất chứa số nguyên tử hoặc phân tử bằng số nguyên tử có trong 12 gam carbon-12. Số nguyên tử có trong một mol chất gọi là số Avogadro, có giá trị khoảng 6.022 × 1023.
Một mol chất luôn có khối lượng gần bằng khối lượng nguyên tử chuẩn hoặc khối lượng mol của chất đó; tuy nhiên, điều này không nhất thiết đúng với nguyên tử khối tùy thuộc vào số đồng vị của nguyên tố đó tồn tại trong tự nhiên. Ví dụ, khối lượng nguyên tử chuẩn của sắt là 55.847 g/mol, vậy nên một mol sắt phổ biến trên Trái Đất có khối lượng là 55.847 grams. Nguyên tử khối của đồng vị 56Fe là 55.935 u và một mol nguyên tử 56Fe sẽ có khối lượng 55.935 g, nhưng lượng 56Fe nguyên chất như thế chưa từng được tìm thấy (hay tạo ra) trên Trái Đất. Tuy nhiên, có 22 nguyên tố đơn nuclit chỉ có một đồng vị được tìm thấy trong tự nhiên (như fluor, natri, nhôm và phosphor) và với những nguyên tố này, khối lượng nguyên tử chuẩn và nguyên tử khối có giá trị bằng nhau. Do đó, các mẫu thử của những nguyên tố này có thể dùng làm chuẩn tham chiếu cho một số giá trị nguyên tử khối nhất định.
Công thức để chuyển đổi giữa đơn vị khối lượng nguyên tử và gam theo IUPAC cho một nguyên tử là:
{\displaystyle 1\ {\rm {u}}={{1\ {\rm {g/mol}}} \over N_{\rm {A}}}}
trong đó {\displaystyle N_{\rm {A}}} là hằng số Avogadro.

## Phân tử khối
Có thể áp dụng định nghĩa tương tự cho các phân tử. Khối lượng phân tử của một hợp chất có thể được tính bằng cách cộng nguyên tử khối của những nguyên tử cấu thành nên nó (nuclit). Khối lượng mol của một hợp chất có thể được tính bằng cách cộng khối lượng nguyên tử tương đối của các nguyên tố có trong công thức hóa học của nó. Trong cả hai trường hợp, cần phải xét cả số lần các nguyên tử xuất hiện, và nhân nguyên tử khối cho bội số đó.

## Lịch sử
Các nhà khoa học đầu tiên xác định được khối lượng nguyên tử tương đối là John Dalton và Thomas Thomson giữa 1803 và 1805 và Jöns Jakob Berzelius giữa 1808 và 1826. Khối lượng nguyên tử tương đối ban đầu được định nghĩa so với khối lượng của nguyên tố nhẹ nhất, hydro, được tính là 1.00, và trong những năm 1820 giả thuyết Prout cho rằng khối lượng nguyên tử của tất cả nguyên tố là một bội số của khối lượng nguyên tử hydro. Tuy nhiên, Berzelius sớm chứng minh rằng điều này là sai, và với một số nguyên tố như clo, khối lượng nguyên tử tương đối vào khoảng 35.5, nằm gần như chính giữa hai bội số nguyên của khối lượng hydro. Dù vậy, sau này, điều này được chứng minh là do hỗn hợp của nhiều đồng vị, còn nguyên tử khối của đồng vị nguyên chất, hay nuclit, là bội số của khối lượng hydro với sai số trong khoảng 1%.
Trong thập kỷ 1860, Stanislao Cannizzaro hoàn thiện khối lượng nguyên tử tương đối bằng cách dùng định luật Avogadro (đặc biệt là tại Hội nghị Karlsruhe năm 1860). Ông đưa ra một định luật để xác định khối lượng nguyên tử tương đối của các nguyên tố: lượng chất khác nhau của cùng một nguyên tố chứa trong những phân tử khác nhau là các bội số nguyên của trọng lượng nguyên tử và xác định khối lượng nguyên tử và phân tử tương đối qua việc so sánh mật độ hơi của một hỗn hợp khí chứa phân tử của một hay nhiều nguyên tố cần đo đạc.
Trong thế kỉ 20, trước những năm 1960 các nhà hóa học và vật lý sử dụng hai thang đo nguyên tử khối khác nhau. Các nhà hóa học dùng "đơn vị nguyên tử khối" (amu) sao cho hỗn hợp tự nhiên các đồng vị của oxi có khối lượng nguyên tử là 16, trong khi các nhà vật lý gán con số 16 làm nguyên tử khối của đồng vị oxi phổ biến nhất (16O, gồm 8 proton và 8 neutron). Tuy nhiên, vì oxi-17 và oxi-18 cũng có trong tự nhiên, điều này dẫn đến hai thang đo khác nhau cho khối lượng nguyên tử. Thang đo thống nhất dựa trên carbon-12, 12C, đáp ứng nhu cầu của các nhà vật lý về thang đo dựa theo một đồng vị duy nhất, trong khi vẫn có giá trị gần bằng thang đo của các nhà hóa học.
Cụm từ trọng lượng nguyên tử đang dần bị loại bỏ và thay thế bằng khối lượng nguyên tử tương đối, trong đa số trường hợp. Sự thay đổi thuật ngữ này có nguồn gốc từ những năm 1960 và đã gây ra nhiều tranh cãi trong cộng đồng khoa học, và do việc sử dụng đơn vị khối lượng nguyên tử và ý kiến rằng "weight" có phần không phù hợp. Một số người vẫn muốn giữ cụm từ "trọng lượng nguyên tử" với nguyên nhân chính là cụm từ "trọng lượng nguyên tử" vẫn được người trong ngành hiểu rõ, còn cụm từ "khối lượng nguyên tử" đã được sử dụng và cụm từ "khối lượng nguyên tử tương đối" có thể bị nhầm lẫn với khối lượng đồng vị tương đối (khối lượng của một nguyên tử của một nuclit, so với 1/12 khối lượng một nguyên tử carbon-12; xem phần trên).
Năm 1979, để giải quyết mâu thuẫn, cụm từ "khối lượng nguyên tử tương đối" được coi là đồng nghĩa cho trọng lượng nguyên tử. Hai mươi năm sau thứ tự của chúng đã bị đảo ngược, và "khối lượng nguyên tử tương đối" trở thành cụm từ được ưa chuộng. Tuy nhiên, cụm từ "khối lượng nguyên tử chuẩn" (chỉ khối lượng nguyên tử của các mẫu thử được chuẩn hóa) vẫn được giữ nguyên.